# Сонет 104
Сонет 104 (англ. Sonnet 104) — один из 154 сонетов, написанных Уильямом Шекспиром и впервые опубликованных в 1609 году. Дата написания неизвестна, существуют разные гипотезы на этот счёт. Результаты компьютерного анализа говорят о том, что сонеты со 104-го по 126-й могли быть созданы приблизительно в 1600 году, но не все исследователи с этим согласны. Возможно, Шекспир редактировал все сонеты до момента их публикации.
Предположительно первое издание не было авторизованным. Тем не менее начиная с 1711 года сонеты публикуются в той же последовательности, и учёные на основе изначальной нумерации раскрывают историю любовного треугольника, которая служит подтекстом для всего цикла.
104-й сонет относится к числу стихотворений, посвящённых другу: в них Шекспир обращается к не названному по имени молодому мужчине. Личность последнего остаётся загадкой, но в большинстве гипотез фигурируют Генри Ризли, 3-й граф Саутгемптон, и Уильям Герберт, 3-й граф Пембрук. Исследователь И. Шайтанов предположил, что сонеты со 104-го по 126-й составляют особый цикл, созданный в связи с освобождением графа Саутгемптона из Тауэра в 1603 году.
В 104-м сонете Шекспир пишет о том, что его друг стареет. Предположительно это стихотворение связано с предыдущим, в котором появляется мотив отражения в зеркале.
Как почти все сонеты Шекспира (кроме 145-го), 104-й сонет написан пятистопным ямбом.